# Gamergate (fourmi)
Ne doit pas être confondu avec Controverse du Gamergate.

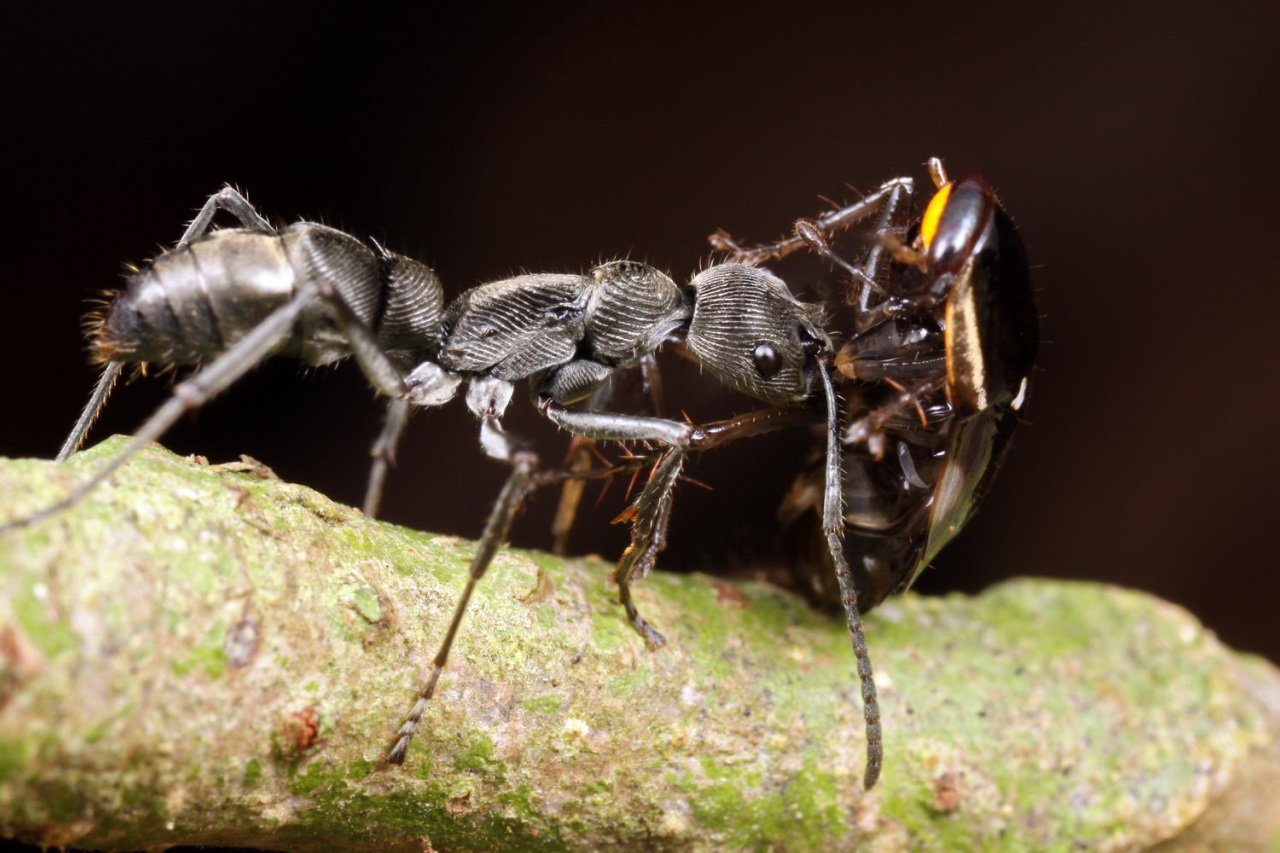

Une gamergate est une fourmi ouvrière de rang hiérarchique élevé capable de s'accoupler et de se reproduire dans une colonie de fourmis sans reine. 
Du fait de l'absence de reine reproductrice, cette tâche s'est transférée sur des ouvrières. Ces ouvrières ont conservé un organe appelé spermathèque leur permettant de stocker des spermatozoïdes de fourmis mâles ; ainsi ces fourmis peuvent pondre des œufs fécondés.
La gamergate est l'ouvrière dominante de la colonie, appelée alpha, elle est la seule pouvant s'accoupler et pondre des œufs femelles. De ce fait elle est en concurrence permanente avec les autres fourmis de même caste et de hiérarchie de haut rang. Cette situation engendre de nombreux conflits sur le maintien de la dominance du sujet alpha, d'alliances et de désalliances entre ouvrières ou d'héritage après la mort de la gamergate.
Le terme « gamergate », qui provient des mots grecs γάμος / gámos et ἐργάτης / ergátēs, peut se traduire par « ouvrière mariée ». Il a été introduit en 1983 par le généticien William L. Brown et a été utilisé dans la littérature scientifique pour la première fois par Christian Peeters et Robin Crewe en 1984 dans l'article "Insemination Controls the Reproductive Division of Labour in a Ponerine Ant"  pour la revue Naturwissenschaften. Les dictionnaires d'entomologie la définissent comme une ouvrière fécondée, pondant des œufs selon, The Ants de Bert Hölldobler et E. O. Wilson's,1990
Il existe entre 100 et 200 espèces de fourmis se reproduisant grâce aux gamergates (à peu près 1 % du total). Ces espèces disposent, contrairement aux autres, d'une structure de caste comprenant un nombre réduit d'ouvrières dominantes dotées d'ovaires fonctionnels. Lorsque la fourmi gamergate meurt ou devient trop vieille, elle est remplacée par une ouvrière de la classe dominante qui devient la nouvelle gamergate de la colonie.
Les Myrmecia (exemple : Myrmecia pyriformis), les Dinoponera quadriceps, les Streblognathus, les Diacamma  sont des fourmis qui possèdent des gamergates.

## Structure sociale de la colonie
L'établissement de la fourmi gamergate diffère selon les espèces, mais le plus souvent une seule par colonie peut se reproduire, elle doit émerger en inhibant les capacités reproductrices des autres ouvrières. Dans le cas des fourmis Diacamma australe, par exemple, la première fourmi à devenir féconde arrache la partie du thorax contenant les gamètes reproductifs des autres ouvrières à mesure qu'elles émergent des larves, rendant leur reproduction impossible et modifiant définitivement leurs systèmes nerveux et leurs comportements. D'autres espèces telles que la Diacamma nilgiri utilisent des tactiques d'agression physique sans mutilation pour monopoliser les capacités reproductives de la colonie, il en va de même pour les fourmis Streblognathus peetersi. Chez la plupart des espèces disposant de gamergates, le début du cycle ovarien de la gamergate induit la sécrétion de phéromones inhibant les capacités reproductives des autres fourmis, annulant le besoin de domination physique pendant la durée du cycle. Lorsque la gamergate vieillit, les capacités reproductives des ouvrières dominées se réactivent à mesure que la fertilité de la gamergate diminue, 
Le remplacement de la gamergate varie selon que l'espèce est monogyne (exemple: Diacamma australe) ou polygyne (exemple: Diacamma nilgiri). Chez l'espèce Dinoponera quadricepsI, polygyne, l'une des ouvrière dominantes peut défier la gamergate pour sa position, auquel cas la gamergate l'enduit d'une substance chimique qu'elle sécrète avec son dard, afin de la marquer auprès des ouvrières dominées, ces dernières immobilisent alors la prétendante en mordant ses pattes et ses antennes, la gardant en place pendant plusieurs heures, voire plusieurs jours jusqu'à ce que la prétendante abandonne. S'il s'avère que la gamergate est trop vieille, ou en trop mauvaise santé, il se peut que les ouvrières dominées décident à l'inverse d'immobiliser la gamergate, permettant à la prétendante d'accéder au statut. Chez les espèces monogynes, le plus souvent lorsque la gamergate meurt, une lutte s'engage parmi la jeune cohorte pour déterminer laquelle deviendra la nouvelle dominante.